# Hans Pflügler
Hans Pflügler est un footballeur allemand né le 27 mars 1960 à Freising.

## Biographie
Hans Pflügler commence le football au SV Vötting-Weihenstephan, un club de sa ville natale. À 15 ans il rejoint les équipes jeunes du Bayern Munich. En 1981, il signe un contrat professionnel au Bayern, et dispute son premier match en Bundesliga le 12 septembre 1981, lors de la 6e journée et la défaite 1 à 3 à l'extérieur contre l'Eintracht Brunswick. Quelques jours après il rentre en jeu dans un match de Coupe d'Europe des clubs champion. Avec le Bayern Munich, il disputera 4 matchs de Supercoupe d'Allemagne, 34 matchs de Coupe d'Allemagne et 277 matchs de Bundesliga. Trois ans après la fin de sa carrière professionnelle étant resté au club dans la section amateur, il aura de nouveau l'occasion de jouer en Bundesliga, le club ayant un problème d'effectif, il est rappelé pour un match contre Kaiserslautern.
Hans Pflügler joue son premier match international le 25 mars 1987, au total il jouera onze fois pour l'équipe d'Allemagne, avec elle il sera champion du monde en 1990, il ne jouera que le troisième match de poule contre la Colombie.

## Carrière
- 1979-1982 : Bayern Munich (Équipe 2)  Allemagne
- 1981-1995 : Bayern Munich  Allemagne
- 1992-1997 : Bayern Munich (Équipe 2)  Allemagne
- 1995 : Bayern Munich  Allemagne
- 1997-2001 : SE Freising  Allemagne
- 2001-2002 : Bayern Munich (Équipe 2)  Allemagne
- 2002-2005 : SE Freising  Allemagne

## Palmarès
- Vainqueur de la Supercoupe d'Allemagne : 1987
- Vainqueur de la Coupe du monde 1990